# Bohemia del Norte

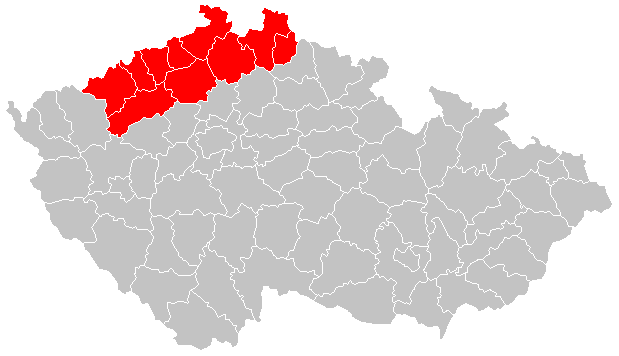
Extensión aproximada del área de Bohemia del Norte

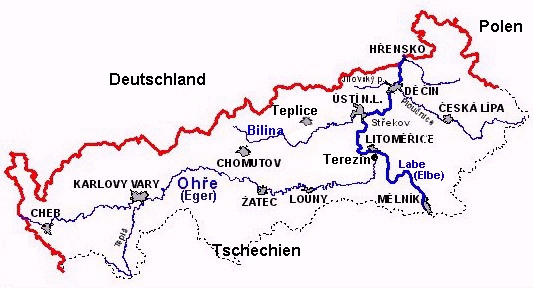
Ciudades y ríos de Bohemia del Norte

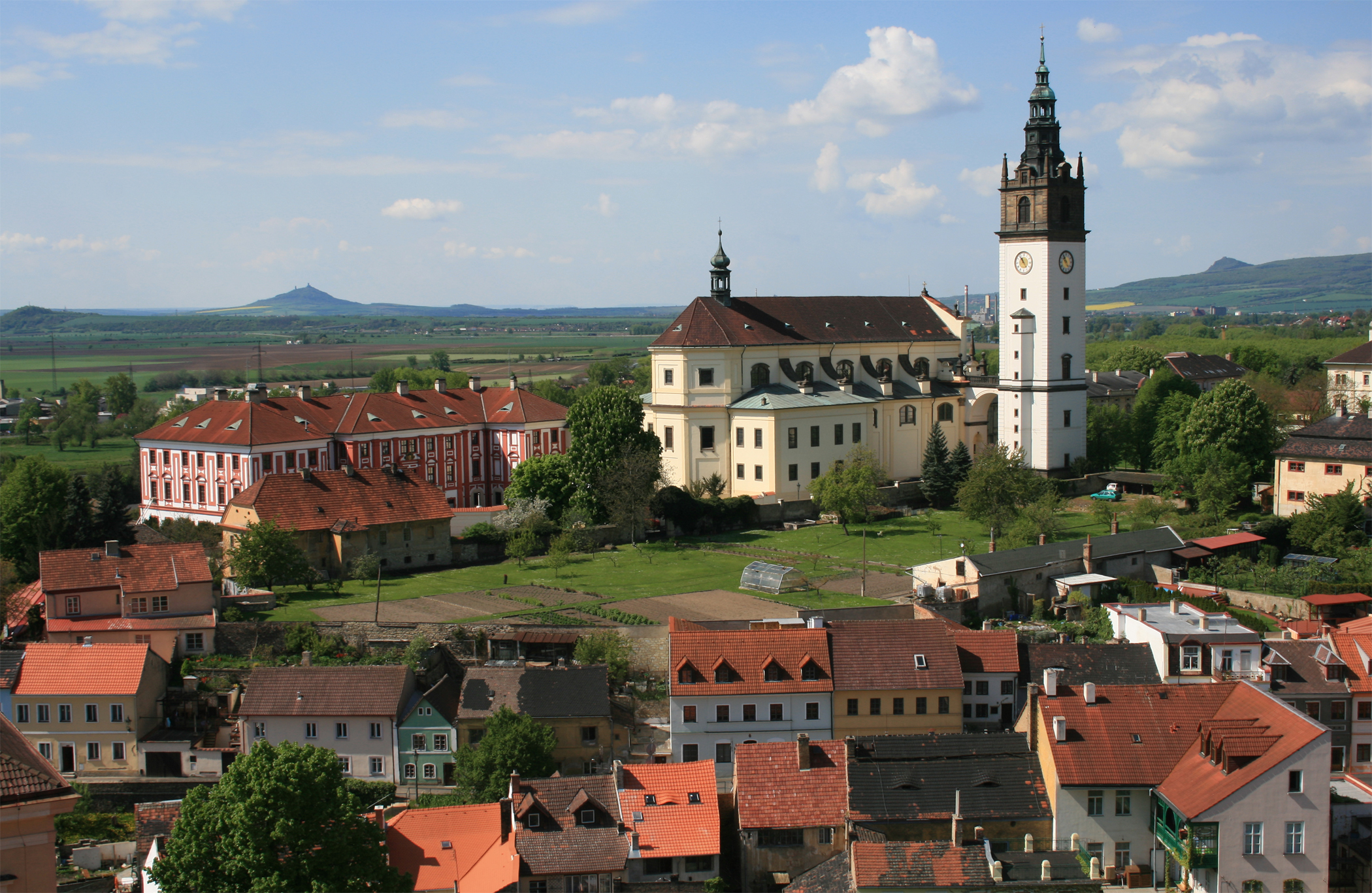
La catedral de San Esteban en Litoměřice con el Hazmburk al fondo

Bohemia del Norte (en alemán: Nordböhmen, pronunciado /nɔʁtˈbøːmən/; en checo: Severní Čechy) es una región del norte de la República Checa.

## Ubicación
Bohemia del Norte abarca aproximadamente la unidad regional NUTS actual de la CZ04 Severozápad y la parte occidental de la CZ05 Severovýchod. Desde una perspectiva administrativa, Bohemia del Norte se compone de la actual Región de Ústí nad Labem (Ústecký kraj), Región de Karlovy Vary (Karlovarský kraj) y Región de Liberec (Liberecký kraj).
En lengua alemana, el término Nordböhmen (Bohemia del norte) a menudo se refiere a la parte de los Sudetes que estuvo poblada principalmente por alemanes en Bohemia del Norte entre Karlovy Vary en el oeste y Krkonoše en el este.

## Geografía y naturaleza
Bohemia del Norte tiene varias áreas paisajísticas que incluyen los Montes Metálicas, el parque nacional de la Suiza bohemia, el País de Mácha, las montañas de Lusacia y la cordillera de Ještěd, Frýdlantsko y las montañas de Jizera. Es un destino turístico popular pero la mayoría de los lugares han sido inaccesibles hasta hace poco.
Las montañas Jizera y las de Lusacian son áreas protegidas. Las cumbres de las  montañas Jizera llegan a altitudes de aproximadamente 1000 metros sobre el nivel del mar y las turberas de la región se han abierto con senderos educativos interconectados. La reserva natural nacional de las montañas de Jizera y bosque de Beechwood (Jizerskohorské bučiny), tiene el bosque de hayas más grande de la República Checam que abarca 27 kilómetros cuadrados (10 millas cuadradas).
Las principales ciudades y municipios de Bohemia del Norte incluyen Česká Lípa, Děčín, Jablonec nad Nisou, Liberec, Litoměřice, Most y Teplice.

## Unidad administrativa histórica
En el sistema administrativo de la antigua Checoslovaquia había una provincia de Bohemia del Norte (Severočeský kraj) que estuvo vigente entre 1960 y 1990. Estaba formada por la actual región de Ústí nad Labem y partes de la región de Liberec.